# 永昌公主 (北齐)
永昌公主（？—562年），为南北朝北齐武成帝高湛的女儿。
永昌公主许嫁了段韶的儿子段深。大宁二年（562年），命段深尚永昌公主，未婚，永昌公主去世，冥婚万年县开国公尉世兴，尉世兴追赠使持节、都督定州诸军事、定州刺史、仪同三司、太常卿、武陵王。